# Zone de la mort

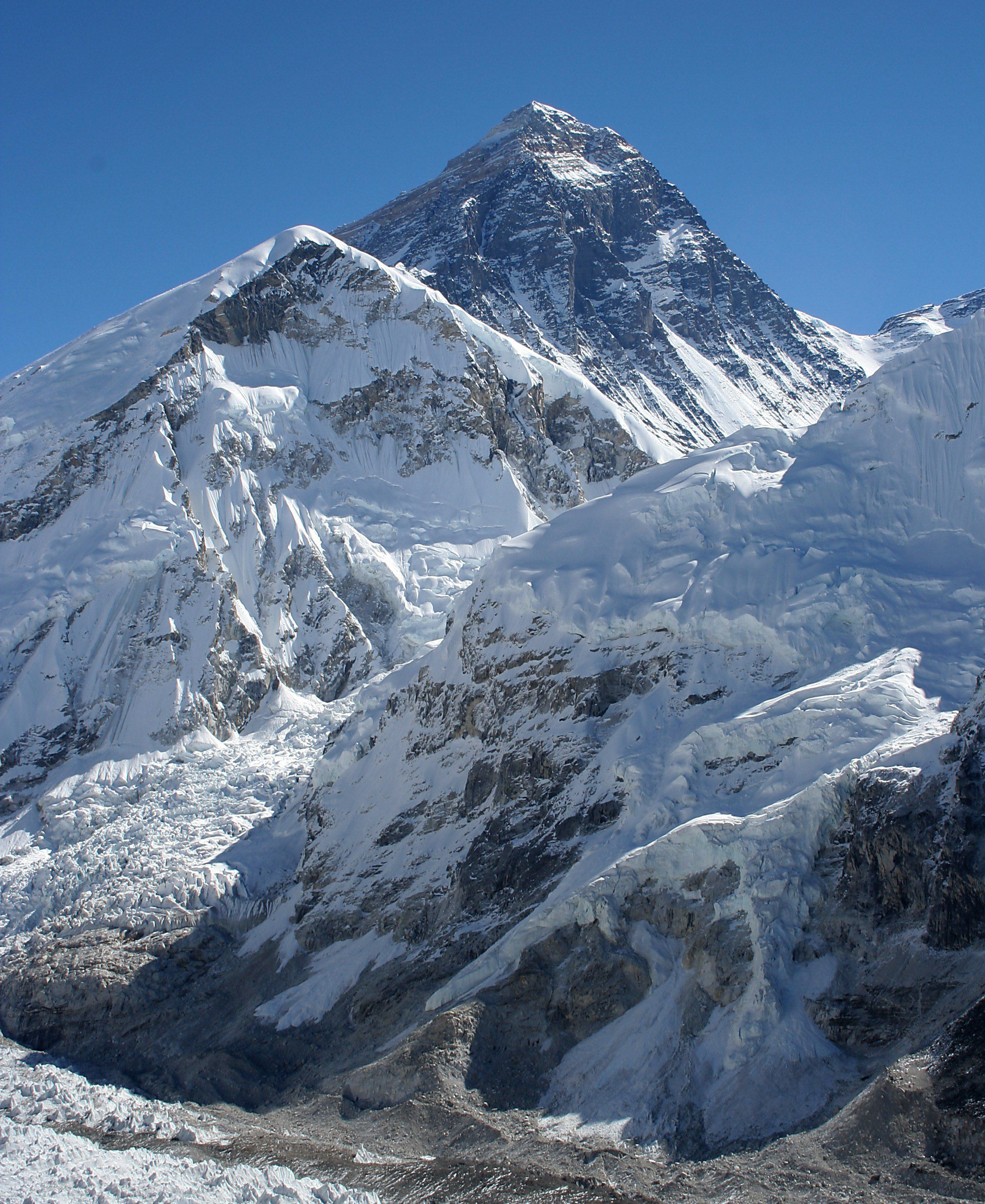
Le sommet du mont Everest est dans la zone de la mort.

En alpinisme, la zone de la mort ou  zone de mort (en anglais : death zone) peut désigner les haut sommets de plus de 8 000 mètres d'altitude où la raréfaction de l'oxygène rend la vie humaine difficile (moins de 356 millibars de pression atmosphérique), en particulier sur l'Everest ou le K2 par exemple. Les 14 sommets au-dessus de 8 000 m sont des zones de la mort et se situent dans l'Himalaya et le Karakoram, en Asie. 
Un auteur avance une altitude de 7 600 mètres, alors que l'alpiniste Edouard Wyss-Dunant avance une altitude de 7 800 mètres. Élisabeth Revol, qui monte sans oxygène, considère être dans la zone de la mort lorsqu'elle arrive à 7 500 m sur le Nanga Parbat. Statistiquement, sur l'Everest, il y a plus de morts entre 7 000 et 7 500 mètres qu'entre 8 500 et le sommet.
Ce concept est décrit pour la première fois, en 1953, par Édouard Wyss-Dunant, un médecin suisse, qui l'a appelé la zone létale.
Plusieurs décès en alpinisme en haute altitude ont été causés par les effets de la zone de la mort, soit directement, par la perte de fonctions vitales, soit indirectement, par de mauvaises décisions prises sous l'effet du stress, ou par un affaiblissement physique entraînant des accidents. Un séjour prolongé au-dessus de 8 000 mètres, sans oxygène supplémentaire entraîne une détérioration des fonctions corporelles et la mort,,.

## Contexte physiologique
Le corps humain fonctionne mieux au niveau de la mer où la pression atmosphérique est de 101 325 Pa ou 1 013,25 millibars (ou 1 atm, par définition). La concentration d'oxygène (O2) dans l'air au niveau de la mer est de 20,9%, donc la pression partielle d'O2 (PO2) est d'environ 21,2 kPa. Chez les individus en bonne santé, cela sature l'hémoglobine, le pigment rouge liant l'oxygène dans les globules rouges.
La pression atmosphérique diminue de façon exponentielle avec l'altitude tandis que la fraction d'O2 reste constante jusqu'à environ 100 km, donc la PO2 diminue également de façon exponentielle avec l'altitude. C'est environ la moitié de sa valeur au niveau de la mer à 5 000 m, l'altitude du camp de base du mont Everest, et seulement un tiers à 8 848 m, le sommet du mont Everest. Lorsque la PO2 diminue, le corps réagit par une acclimatation à l'altitude. Des globules rouges supplémentaires sont fabriqués. Cela a plusieurs effets, le cœur bat plus vite, les fonctions corporelles non essentielles sont arrêtées, l'efficacité de la digestion diminue (car le corps limite l'activité du système digestif au profit de l'augmentation de ses réserves cardio-pulmonaires) et on respire plus profondément et plus fréquemment. Mais l'acclimatation demande des jours, voire des semaines. Le manque d'acclimatation peut entraîner le mal de l'altitude, y compris un œdème pulmonaire de haute altitude ou un œdème cérébral,.
Des humains ont vécu pendant 2 ans à 5 950 m (475 millibars de pression atmosphérique), ce qui semble être proche de la limite de l'altitude la plus élevée tolérable en permanence. À des altitudes extrêmes, au-dessus de 7 500 m (383 millibars de pression atmosphérique), le sommeil devient très difficile, la digestion des aliments est quasi impossible et le risque d'œdème pulmonaire ou cérébral augmente considérablement,,.

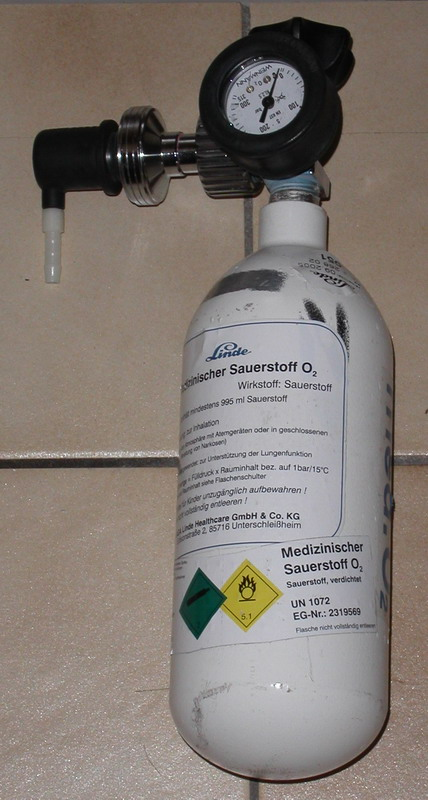
L'oxygène en bouteille peut aider les alpinistes à survivre dans la zone de la mort

Dans la zone de la mort et plus haut, aucun corps humain ne peut s'acclimater. Le corps utilise sa réserve d'oxygène plus rapidement qu'elle ne peut être reconstituée. Un séjour prolongé dans cette zone sans oxygène supplémentaire entraînera une détérioration des fonctions corporelles, une perte de conscience et, finalement, la mort,,. Les scientifiques de l'Institut de pathologie de haute altitude en Bolivie contestent l'existence d'une zone de mort, basée sur l'observation d'une tolérance extrême à l'hypoxie chez les patients atteints de mal chronique des montagnes et de fœtus normaux in utero, qui présentent tous deux des niveaux de PO2 similaires à ceux du sommet du mont Everest.
Les alpinistes utilisent de l'oxygène supplémentaire dans la zone de la mort pour réduire les effets délétères. Un appareil à oxygène en circuit ouvert a été testé pour la première fois lors des expéditions britanniques du mont Everest en 1922 et 1924 ; l'oxygène en bouteille pris en 1921 n'a pas été utilisé. En 1953, le premier groupe composé de Tom Bourdillon et Charles Evans utilisa un appareil à oxygène en circuit fermé. Le deuxième groupe composé d'Ed Hillary et de Tensing Norgay parvient au sommet en utilisant un appareil à oxygène en circuit ouvert ; après dix minutes à prendre des photos au sommet sans son oxygène, Hillary a déclaré qu'il « devenait plutôt maladroit et lent ».
Le physiologiste Griffith Pugh participait aux expéditions de 1952 et 1953 pour étudier les effets du froid et de l'altitude ; il a recommandé l'acclimatation au-dessus de 4 600 mètres pendant au moins 36 jours et l'utilisation d'équipements en circuit fermé. Il a ensuite étudié la capacité à s'acclimater pendant plusieurs mois lors de l'expédition Silver Hut de 1960-1961 dans l'Himalaya.
En 1978, Reinhold Messner et Peter Habeler ont fait la première ascension du mont Everest sans oxygène supplémentaire.